# Skigebiet Palenica

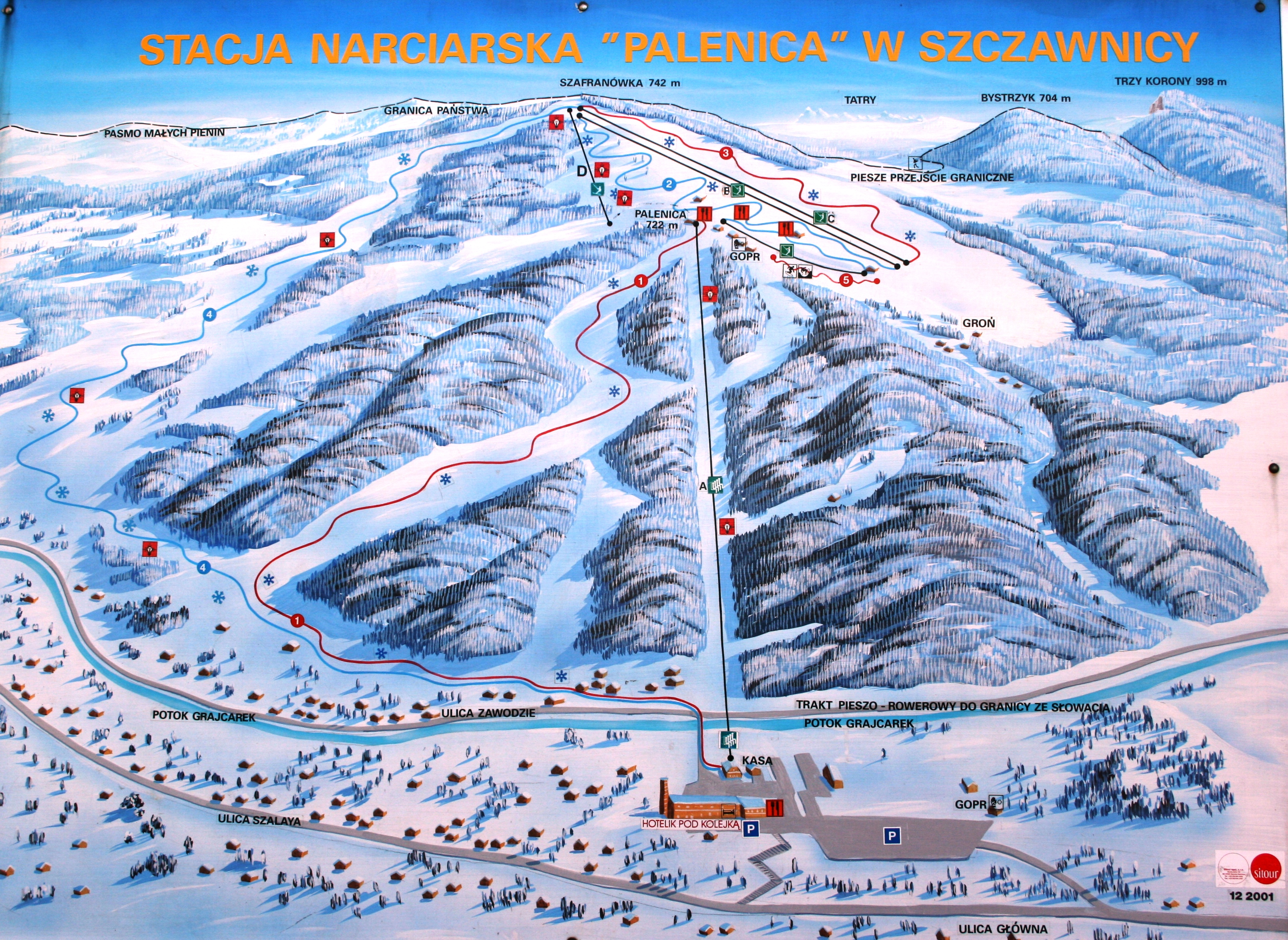
Karte

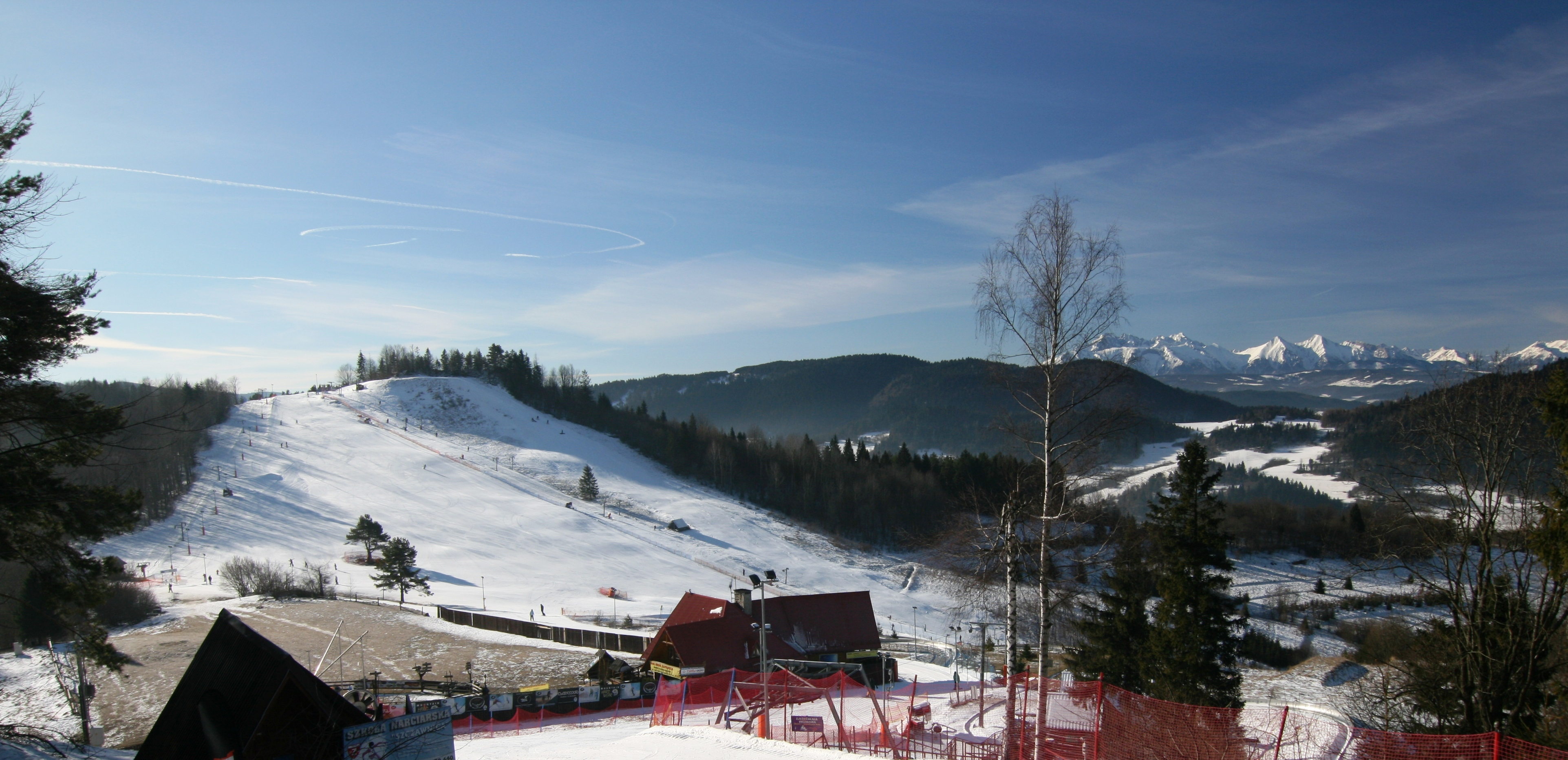
Piste mit Blick auf die Tatra

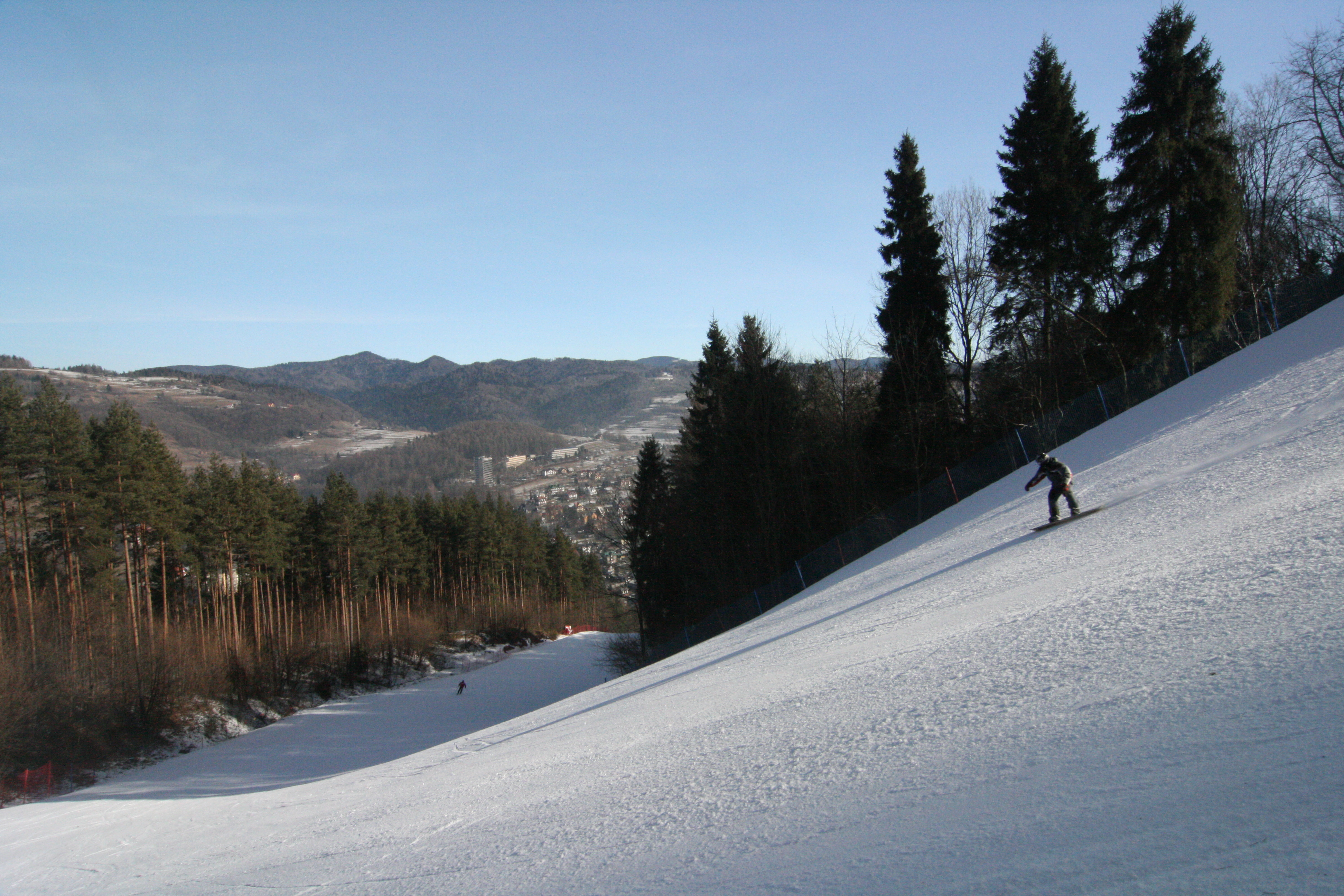
Piste

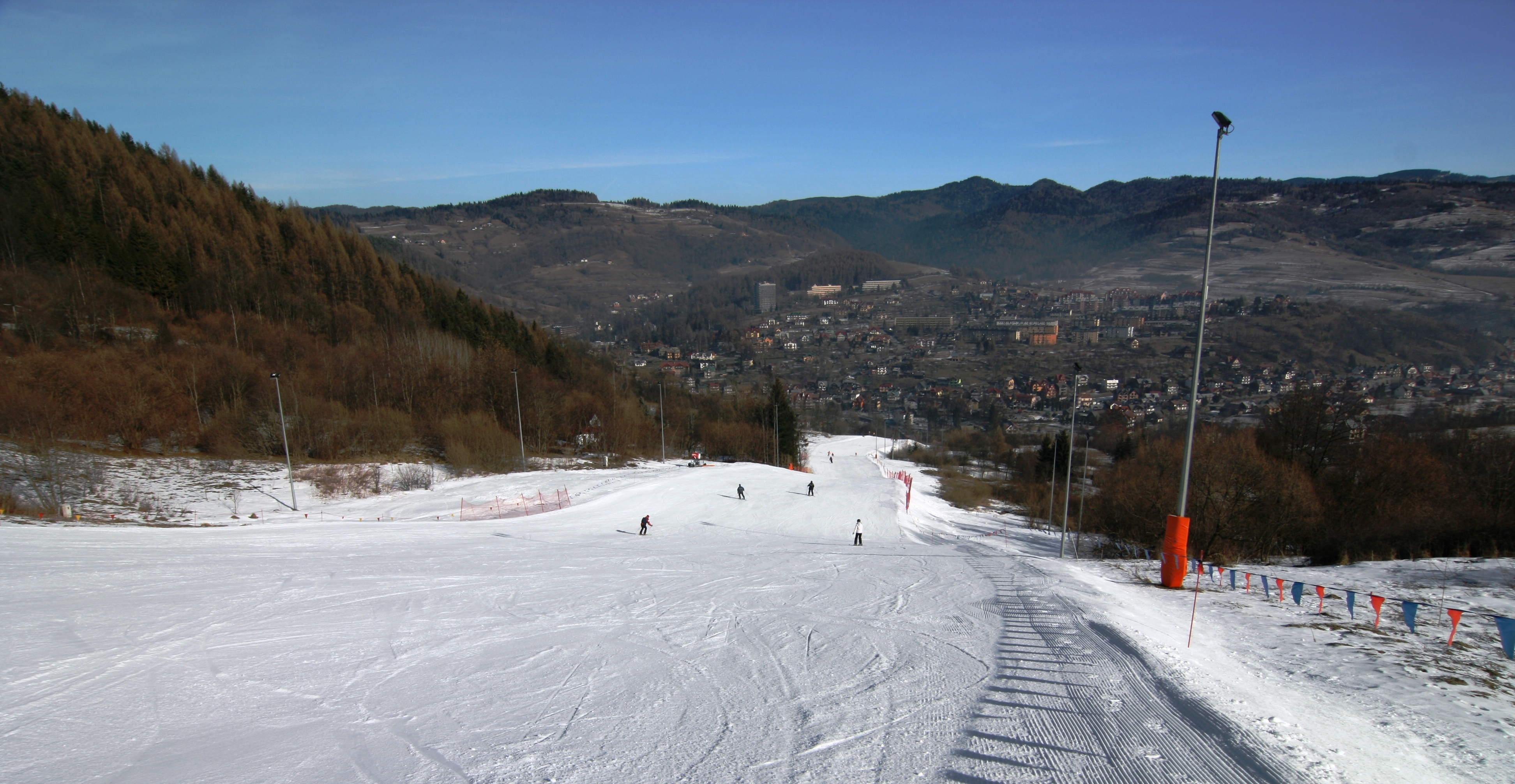
Piste

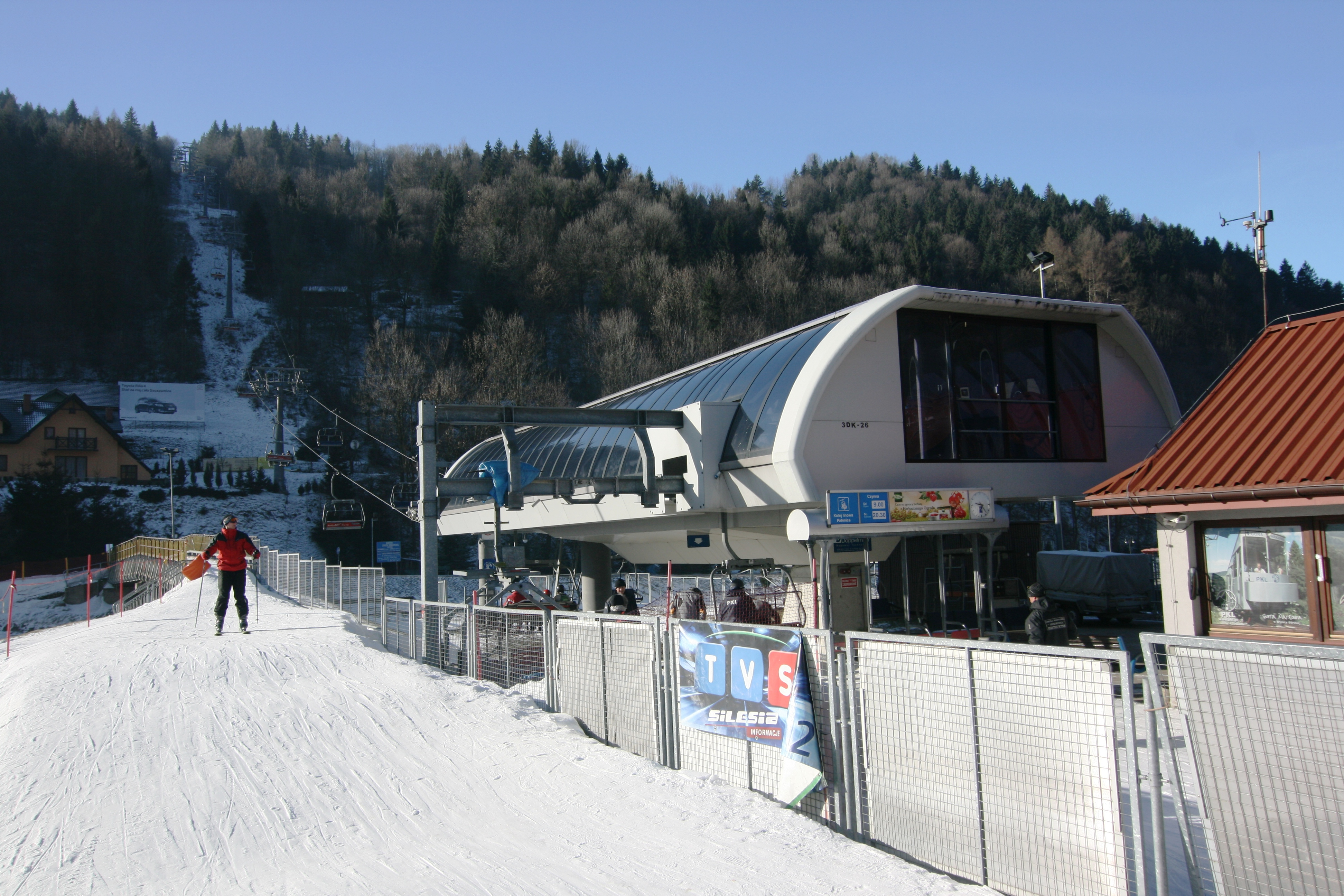
Untere Station

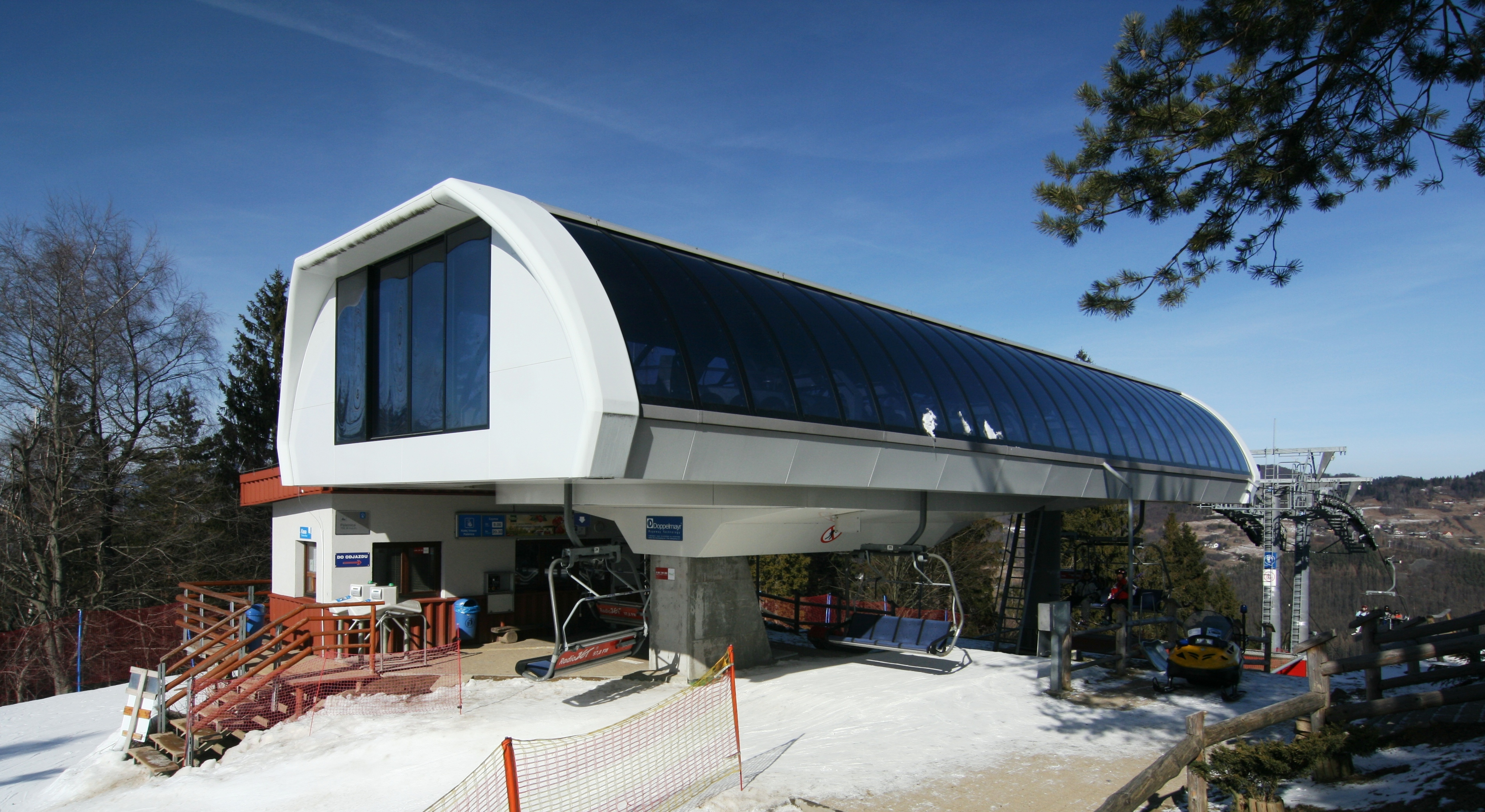
Obere Station

Das Skigebiet Palenica liegt auf den Nordhängen der Palenica in dem polnischen Gebirgszug Kleine Pieninen auf dem Gemeindegebiet von Szczawnica im Powiat Nowotarski in der Woiwodschaft Kleinpolen. Es befindet sich außerhalb des Pieninen-Nationalparks in der Nähe der Woiwodschaftsstraße DW969. Das Skigebiet wird von dem Unternehmen Polskie Koleje Linowe S.A. betrieben. Das Skigebiet ist Mitglied in dem Verband TatrySki, der einen gemeinsamen Skipass herausgibt.

## Lage
Das Skigebiet befindet sich auf einer Höhe von 456 m ü.N.N. bis 720 m ü.N.N. Der Höhenunterschied der Pisten beträgt ca. 264 m. Es gibt zwei rote (schwierige) und zwei blaue Pisten. Die Gesamtlänge der Pisten umfasst ca. 4 km. Die längste Piste ist ca. 1,8 km lang.

## Geschichte
Das Skigebiet wurde in den 1980er Jahren angelegt. Die Skilift wurde 1991 errichtet und 2005 ausgebaut.

## Beschreibung

### Skilifte
Im Skigebiet gibt es einen Sessellift und vier Tellerlifte. Insgesamt können bis zu 5480 Personen pro Stunde befördert werden.

#### Skilift Butorowy Wierch
Der Skilift führt von Szczawnica bis knapp unter den Bergrücken der Palenica. Seine Länge beträgt ca. 1000 m.
| Name             | Art        | Hersteller                  | Breite Personen | Länge (m) | Zeit (min) | Höhenunterschied (m) | Personen pro Stunde | Obere Station    | Obere Station | Untere Station | Untere Station | Vmax (m/s) |
| Name             | Art        | Hersteller                  | Breite Personen | Länge (m) | Zeit (min) | Höhenunterschied (m) | Personen pro Stunde | Ort              | Höhe (m üNN)  | Ort            | Höhe (m üNN)   | Vmax (m/s) |
| ---------------- | ---------- | --------------------------- | --------------- | --------- | ---------- | -------------------- | ------------------- | ---------------- | ------------- | -------------- | -------------- | ---------- |
| Skilift Palenica | Sessellift | Doppelmayr/Garaventa-Gruppe | 4               | 783       | 2          |                      | 2200                | Unter dem Gipfel | 720           | Untere Station | 456            |            |
| 2                | Tellerlift |                             | 1               | 310       |            |                      | 760                 |                  |               |                |                |            |
| 3                | Tellerlift |                             | 1               | 333       |            |                      | 760                 |                  |               |                |                |            |
| 4                | Tellerlift |                             | 1               | 258       |            |                      | 760                 |                  |               |                |                |            |
| 5                | Tellerlift |                             | 1               | 100       |            |                      | 1000                |                  |               |                |                |            |

### Skipisten
Von der Magura Palenica führen vier Skipisten ins Tal.
| Name           | Schwierigkeit | Start         | Start        | Ziel             | Ziel         | Länge (m) | Höhenunterschied (m) | Neigung (%) | Licht | Kunstschnee | FIS    | FIS | Anmerkungen |
| Name           | Schwierigkeit | Name          | Höhe (m üNN) | Name             | Höhe (m üNN) | Länge (m) | Höhenunterschied (m) | Neigung (%) | Licht | Kunstschnee | Nummer | bis | Anmerkungen |
| -------------- | ------------- | ------------- | ------------ | ---------------- | ------------ | --------- | -------------------- | ----------- | ----- | ----------- | ------ | --- | ----------- |
| Palenica       | Rot           | Obere Station | 719          | Untere Station   | 456          | 1000      | 263                  | 26          | nein  | ja          |        |     |             |
| Szafranówka I  | Blau          | Obere Station | 723          | Mittlere Station |              | 400       | 75                   | 19          | ja    | ja          |        |     |             |
| Szafranówka II | Rot           | Obere Station | 735          | Mittlere Station |              | 500       | 100                  | 20          | nein  | ja          |        |     |             |
| Palenica II    | Blau          | Obere Station | 723          | Untere Station   | 453          | 1800      | 270                  | 15          | ja    | ja          |        |     |             |
| Half-pipe      |               | Obere Station | 710          |                  |              | 150       | 20                   | 13          | nein  | ja          |        |     |             |

## Infrastruktur
Das Skigebiet liegt unmittelbar im Zentrum von Szczawnica und ist mit dem Pkw erreichbar. An der unteren Station gibt es Parkplätze und mehrere Restaurants an der unteren und oberen Station. Im Skigebiet ist eine Skischule und ein Snowpark tätig. Zudem gibt es einen Skiverleih und eine Skiwerkstatt.